# Nemacheilus pfeifferae
Nemacheilus pfeifferae és una espècie de peix de la família dels balitòrids i de l'ordre dels cipriniformes. Va ser descrit per Pieter Bleeker el 1853.

## Morfologia
Els adults poden assolir fins a 6 cm de longitud total.

## Distribució geogràfica
Es troba a Indonèsia (Sumatra).